# Kevin Pressman
Kevin Paul Pressman (* 6. November 1967 in Fareham) ist ein ehemaliger englischer Fußballtorwart. Er ist vor allem bekannt als langjähriger Torhüter des Klubs Sheffield Wednesday und absolvierte für diesen 478 Pflichtspiele zwischen 1987 und 2004.

## Karriere

### Sheffield Wednesday
Pressman bestritt in insgesamt 19 Jahren für Sheffield Wednesday 478 Pflichtspiele, zumeist in der höchsten englischen Spielklasse. Nachdem er an seinem 18. Geburtstag den ersten Profivertrag unterschrieben hatte, debütierte er am 5. September 1987 in der damals erstklassigen First Division gegen den FC Southampton (1:1). Nach zunächst sporadischen Einsätzen gelang ihm im Verlauf der Saison 1989/90 immer mehr der sportliche Durchbruch, der jedoch am Neujahrstag 1990 einen empfindlichen Rückschlag erlitt. Nach einem Kreuzbandriss musste Pressman mehr als acht Monate lang pausieren und laborierte auch in der Folgezeit an den Folgen der Verletzung. Während seiner Zwangspause mussten die „Owls“ den Abstieg in die Zweitklassigkeit hinnehmen und Pressman kam dort wieder regelmäßiger zum Zuge. In der Saison 1990/91 gelang der direkte Wiederaufstieg, wobei sein älterer Konkurrent Chris Turner ebenfalls 23 Ligapartien zum Erfolg beitrug. Dazu gewann Sheffield Wednesday den Ligapokal, wobei im siegreichen Finale gegen Manchester United (1:0) Pressman erneut gegenüber Turner das Nachsehen hatte.
Zwei Jahre später setzte sich für Pressman dieses Unglück fort, als er gleich dreimal in Endspielen von Sheffield Wednesday nur auf der Ersatzbank saß. Dies betraf erneut den Ligapokal sowie im FA Cup das erste Endspiel und die Wiederholungspartie. In beiden Wettbewerben unterlag Sheffield Wednesday jeweils dem FC Arsenal. Maßgeblich verantwortlich dafür war die Verpflichtung des englischen Nationaltorhüters Chris Woods zur Saison 1991/92 gewesen, in deren Folge sich Pressman zwischen März und Mai 1992 an den Drittligisten Stoke City ausleihen ließ. Nach einer Reihe von Fehlern von Woods gleichsam in Sheffield als auch in der englischen Nationalmannschaft gelang es Pressman ab der Spielzeit 1993/94, sich als Alternative im Klub als Stammtorwart zu etablieren und absolvierte in den folgenden fünf Jahren bis 1998 insgesamt 170 Premier-League-Spiele. In der Hochphase seiner sportlichen Entwicklung galt Pressman als einer der besten Torhüter im englischen Fußball. Dazu zeigte er sich oft nervenstark in Elfmeterduellen. Besonders erwähnenswert war im Januar 1998 das FA-Cup-Spiel gegen den FC Watford, als Pressman dazu noch entscheidend im Elfmeterschießen selbst traf.
Zwischen 1998 und 2000 rutschte Pressman in der Hackordnung hinter den neu verpflichteten tschechischen Nationaltorhüter Pavel Srníček zurück, der den Verein dann aber nach dem Abstieg in der Saison 1999/2000 wieder verließ. In der Zweitklassigkeit baute Sheffield United erneut auf Pressman, der bis zum nächsten Abstieg in die dritte Liga drei Jahre später 117 Ligapartien bestritt. Nach einem letzten Drittligajahr kehrte er seinem langjährigen Klub ablösefrei im Juli 2004 den Rücken. Sein letztes Spiel hatte er am 8. Mai 2004 daheim gegen die Queens Park Rangers (1:3) bestritten.

### Zeit nach Sheffield
Nach 15 Pflichtspielen bis kurz nach dem Jahreswechsel 2004/05 für den Zweitligisten Leicester City und als „Backup“ ohne Ligaeinsatz für Leeds United (als Ersatz für Neil Sullivan) und Coventry City zum Abschluss der Saison, verpflichtete ihn im Sommer 2005 der Viertligist Mansfield Town, der mit Carlton Palmer damals von seinem Ex-Mitspieler aus Sheffield trainiert wurde. Für Mansfield stand Pressman in der Spielzeit 2005/06 als Stammkeeper zwischen den Pfosten und verkündete dann im Juli 2006 seinen Rückzug als aktiver Spieler.
Dessen ungeachtet unterzeichnete er im September 2006 in Nordirland beim Portadown FC einen neuen Vertrag mit kurzer Laufzeit. Trotz seines fortgeschrittenen Alters von 39 Jahren überzeugte er dort derart mit seinen Leistungen, dass der Kontrakt im Dezember 2006 noch einmal bis zum Ende der Saison 2006/07 verlängert und er danach vereinsintern zum besten Spieler ausgezeichnet wurde.

### Trainertätigkeiten
Im Mai 2007 verpflichtete ihn der von Nigel Adkins betreute Zweitligist Scunthorpe United als Torhütertrainer. Zu Beginn nahm er im Falle von Verletzungsproblemen noch gelegentlich selbst auf der Ersatzbank Platz, fokussierte sich dann aber auf seine Trainerrolle, die sich später auf die Aufgabe des Kotrainers von Ian Baraclough ausdehnte. Im März 2011 wurden sowohl Baraclough als auch Pressman nach einer Serie schlechter Resultate entlassen. Weitere Stationen als Torhütertrainer waren ab August 2011 Bradford City sowie zwischen 2012 und 2018 der FC Millwall, bevor er im Juli 2019 zusätzlich als Assistent der U23-Mannschaft zu Scunthorpe United zurückkehrte.
Mitte August 2021 heuerte er beim unterklassigen Klub Grantham Town (erneut unter Carlton Palmer als Cheftrainer) an.